# Postamt Goldberg
Das ehemalige Postamt Goldberg in Goldberg (Mecklenburg-Vorpommern), Lange Straße 115, wurde im späten 19. Jahrhundert gebaut. Das Gebäude steht unter Denkmalschutz.

## Geschichte
Die Stadt Goldberg mit 3392 Einwohnern (2020) wurde 1227 erstmals als Gols erwähnt und erhielt 1248 das Stadtrecht (civis).
Nach der Gründung des Deutschen Reichs 1871, trat am 1. Januar 1872 das Gesetz über das Postwesen, das Posttaxwesen und die Postordnung der Reichspost in Kraft. Für das Postamt II. Klasse in Goldberg war die 1868 gegründete Oberpostdirektion Schwerin zuständig.
Das zweigeschossige verklinkerte historisierende Gebäude mit der schrägen, betonten Eckausbildung als Portal stammt aus der Gründerzeit und ist ein typischer Entwurf der kaiserlichen Postämter.
Nachdem die Deutsche Post in den 1990er Jahren ihre Filialen in Einkaufszentren und Läden verlagerte, wurde das Haus durch Büros anderer Dienstleister genutzt.